# 베이브 디드릭슨

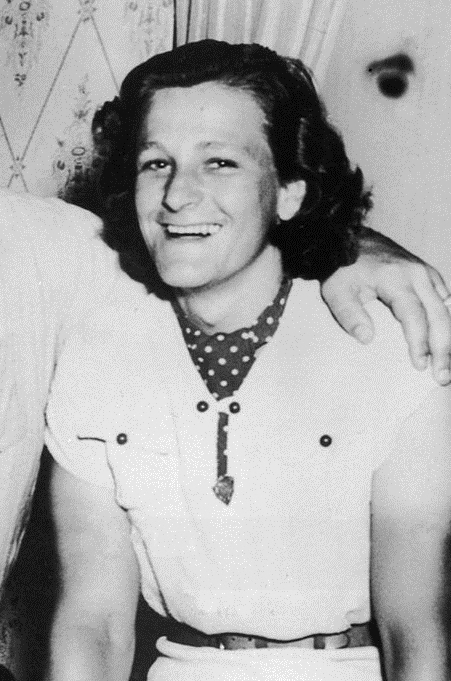
1938년의 디드릭슨

밀드레드 엘라 "베이브" 디드릭슨-자하리아스(Mildred Ella "Babe" Didrikson-Zaharias, 1911년 6월 26일 ~ 1956년 9월 27일)는 미국의 육상·골프 선수이자, 스포츠 역사에서 가장 위대한 여성 선수로 숙고되었다.

## 경력
텍사스주 포트 아서에서 태어난 디드릭슨은 어린 시절에 야구를 하면서 많은 홈런을 친 이유로 베이브 루스의 이름을 따서 그녀에게 "베이브"라는 별명이 붙었다. 그녀는 육상과 골프에서 명성을 얻었으며, 야구, 농구, 테니스, 수영 등의 다양한 스포츠에서 재능을 보였다.
1932년에 열린 육상 대회에서 3시간 안에 4개의 세계 기록들을 세웠다. 같은 해 로스앤젤레스 올림픽에서 80m 허들과 창던지기, 높이뛰기에서 세계 기록들을 세웠는 데, 높이뛰기에서는 2위로 밀리고 말았다.
1930년대 초반에 디드릭슨은 골프에 집중하기 시작하였다. 그녀의 스타일은 드라마적으로 여성의 골프를 바꾸었다. 그녀의 강력한 스윙, 낮은 득점과 흥행적 수완은 스포츠에 많은 팬들을 끌어들였다. 1946년 미국 여성 아마추어 토너먼트를 우승하였다.
그해와 1947년에는 영국 여성 아마추어를 포함하여 17개의 토너먼트를 우승하였다. 미국인으로서 처음으로 영국 여성 아마추어 토너먼트를 우승한 그녀는 프로로 전향하였다.
그녀는 여성 프로 골프 협회의 창립자들 중의 하나였으며, 3회의 미국 오픈 여성 대회(1948, 1950, 1954)를 우승하였다. 1954년의 승리는 그녀가 암 수술을 받고 나서 1년 후에 있던 일이다.
1938년에 레슬링 선수 조지 자하리아스와 결혼하였다. 갤버스턴에서 45세의 나이로 사망하였다.

## 같이 보기
- 안니카 소렌스탐